# Duralluminio
Il duralluminio (anche chiamato duraluminum, duraluminium o dural) è il nome commerciale di uno dei primi tipi di lega di alluminio temprata. I principali costituenti, oltre all'alluminio, sono rame, manganese e magnesio. Modernamente, si utilizza comunemente, come equivalente di questo materiale, la lega tipo AA2024, che si ottiene con il 4,4% di rame, 1,5% di magnesio, 0,6% di manganese e il 93,5% di alluminio in peso. La tipica tensione di snervamento è di 450 MPa, con variazioni che dipendono dalla composizione e dal trattamento di normalizzazione.

## Storia

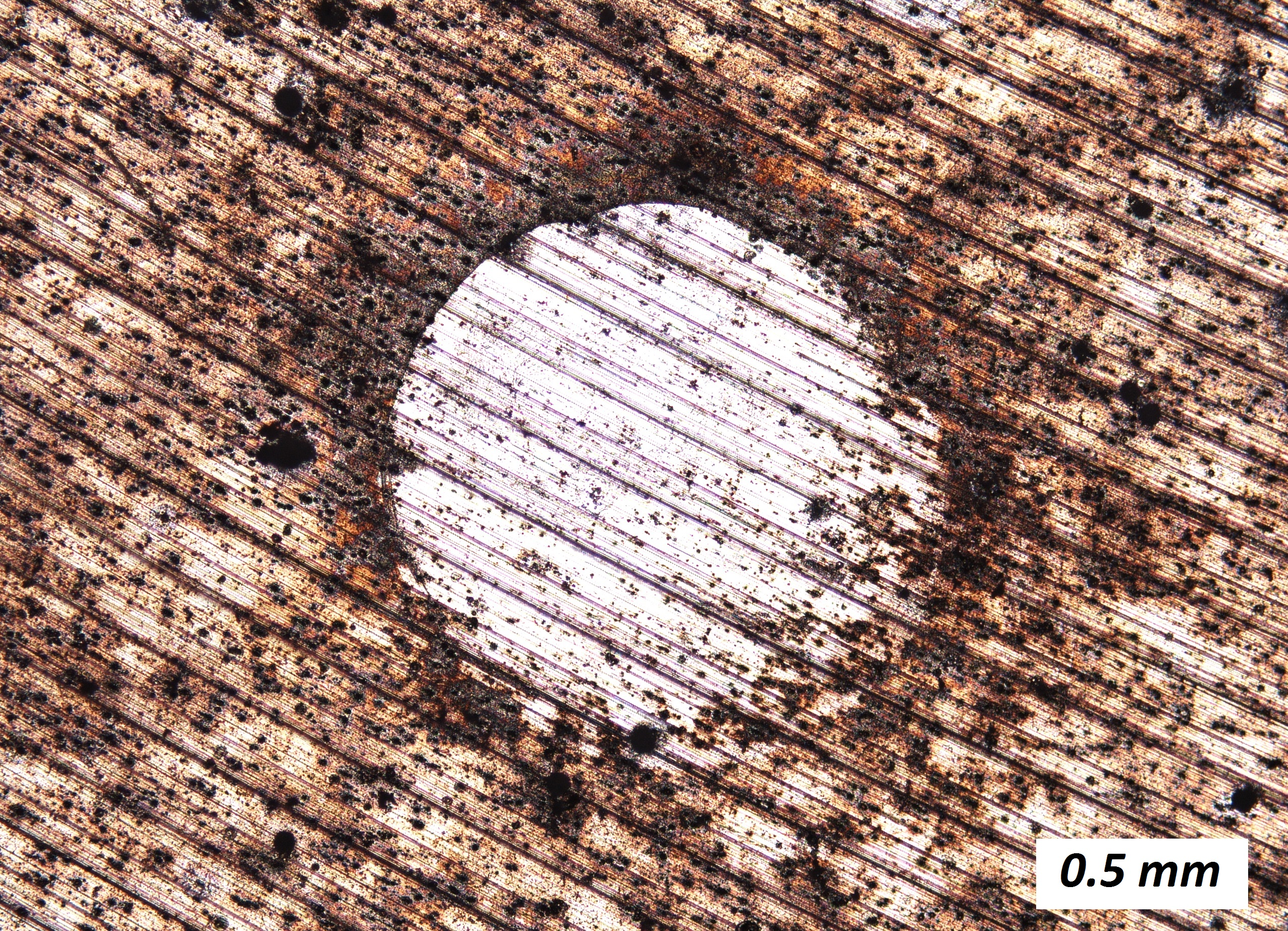
Corrosione del duralluminio

Il duralluminio fu sviluppato dal metallurgista tedesco Alfred Wilm (1869–1937) presso la Dürener Metallwerke Aktien Gesellschaft. Nel 1903 scoprì che dopo la tempra una lega di alluminio contenente il 7% di rame diventava progressivamente più resistente quando lasciata a temperatura ambiente per diversi giorni. Dopo successivi miglioramenti, il duralluminio venne immesso in commercio nel 1908. Il nome oggi è obsoleto e principalmente utilizzato in ambito divulgativo per descrivere le leghe Al-Cu, attualmente definite della serie 2000 in base alle convenzioni contenute nell'International Alloy Designation System (IADS), introdotte nel 1970 dalla Aluminum Association.

## Usi
Il suo primo uso fu per la costruzione del telaio dei dirigibili rigidi. Grazie alla sua resistenza, fu presto impiegato anche dall'industria aeronautica (negli anni '30), utilizzo che si protrasse fino alla seconda guerra mondiale, per la costruzione degli elementi strutturali degli aeroplani. Il duralluminio è impiegato anche per gli utensili di precisione per la sua leggerezza e durezza, e per le attrezzature da montagna.
La fabbrica di chitarre Zemaitis è popolare per l'uso di questo materiale nella sua linea di chitarre in metallo. La carrozzeria torinese Garavini, nel secondo dopoguerra, introduce l'uso del duralluminio in ambito automobilistico. 
Sebbene l'uso del rame migliori la resistenza, ne causa anche la corrosione. Questo inconveniente può essere mitigato dall'applicazione di alluminio ad alto grado di purezza sulla superficie dell'oggetto.